# Bishop Thornton
Bishop Thornton is een civil parish in het bestuurlijke gebied Harrogate, in het Engelse graafschap North Yorkshire met 507 inwoners.